# Конформна циклічна космологія
Конформна циклічна космологія (англ. conformal cyclic cosmology або CCC) — космологічна модель, в рамках загальної теорії відносності, висунута фізиками Роджером Пенроузом і Ваагном Гурзадяном.

## Суть космологічної моделі
У КЦК Всесвіт проходить через нескінченні цикли, де в кожному попередньому циклі (еоні) час у майбутньому прагне до нескінченності, що виявляється сингулярністю великого вибуху для наступного. Передбачається, що маси всіх частинок Всесвіту з часом постійно і неухильно зменшуються до нуля.